# Eulamprus amplus
Eulamprus amplus là một loài thằn lằn trong họ Scincidae. Loài này được Covacevich & Mcdonald mô tả khoa học đầu tiên năm 1980.